# San Francisco Puerta Grande
San Francisco Puerta Grande är en ort i Mexiko.   Den ligger i kommunen Silao de la Victoria och delstaten Guanajuato, i den centrala delen av landet, 290 km nordväst om huvudstaden Mexico City. San Francisco Puerta Grande ligger 1 753 meter över havet och antalet invånare är 847.
Terrängen runt San Francisco Puerta Grande är en högslätt. Runt San Francisco Puerta Grande är det tätbefolkat, med 297 invånare per kvadratkilometer. Närmaste större samhälle är Silao, 9,5 km nordost om San Francisco Puerta Grande. Omgivningarna runt San Francisco Puerta Grande är en mosaik av jordbruksmark och naturlig växtlighet.